# USS Peary (DD-226)
USS Peary (DD-226) là một tàu khu trục lớp Clemson được Hải quân Hoa Kỳ chế tạo vào cuối Chiến tranh Thế giới thứ nhất, và đã tiếp tục hoạt động trong Chiến tranh Thế giới thứ hai cho đến khi bị máy bay Nhật Bản đánh chìm ngoài khơi Darwin, Australia vào năm 1942. Nó là chiếc tàu chiến đầu tiên của Hải quân Hoa Kỳ được đặt tên theo Chuẩn đô đốc Robert Edwin Peary (1856-1920).

## Thiết kế và chế tạo
Peary được đặt lườn vào ngày 9 tháng 9 năm 1919 tại xưởng tàu của hãng William Cramp and Sons ở Philadelphia. Nó được hạ thủy vào ngày 6 tháng 4 năm 1920, được đỡ đầu bởi bà Edward Stafford, con gái đô đốc Peary; và được đưa ra hoạt động vào ngày 22 tháng 10 năm 1920.

## Lịch sử hoạt động

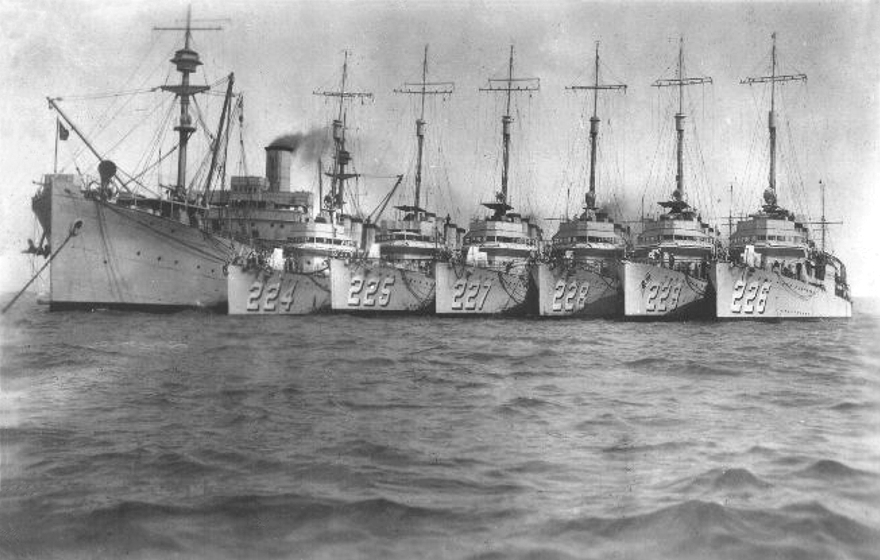
Từ trái sang phải: Tàu tiếp liệu và các tàu khu trục,,,, và Peary (DD-226)

Peary đã phục vụ tại Viễn Đông từ năm 1922. Nó thực hiện nhiệm vụ Tuần tra sông Dương Tử từ năm 1923 đến năm 1931, và sau đó được bố trí hàng năm đến vùng biển Trung Quốc để bảo vệ quyền lợi của Hoa Kỳ từ năm 1931 cho đến khi Thế Chiến II bùng nổ.
Nó đang neo đậu tại Cavite, Philippines vào ngày 7 tháng 12 năm 1941 (8 tháng 12 theo giờ địa phương), khi nhận được tin tức về vụ Hải quân Nhật Bản bất ngờ tấn công Trân Châu Cảng, và đã chịu đựng cuộc không kích của đối phương xuống Xưởng hải quân Civite hai ngày sau đó. Vào trưa ngày 10 tháng 12, hơn 50 máy bay ném bom hai động cơ tầm cao đã xuất hiện bên trên Cavite, ở độ cao bên ngoài tầm bắn của hỏa lực phòng không, và phá hủy hầu như toàn bộ xưởng hải quân. Peary neo đậu tại một bến tàu nhỏ, trúng phải một quả bom phía trước khiến phá hủy cấu trúc thượng tầng và ống khói và làm thiệt mạng 8 thành viên thủy thủ đoàn. Nó ở trong một hoàn cảnh ngặt nghèo, khi đám cháy bắt đầu làm kích nổ các đầu đạn tại một xưởng bảo trì ngư lôi ở cầu tàu bên cạnh. May mắn là chiếc Whippoorwill (AM-35) đã kịp thời kéo nó ra xa, và Whippoorwill cùng với Pillsbury (DD-227) đã tiếp cận và dập tắt được đám cháy trên tàu trong vòng năm phút. Hạm trưởng chỉ huy tàu, Trung tá Hải quân H. H. Keith, bị thương trong vụ tấn công và được thay thế bởi Trung tá J. M. Bermingham.
Vào ngày 26 tháng 12 năm 1941, Peary đang trên đường đi khi máy bay Nhật lại xuất hiện và ném nhiều quả bom gần tàu. Đến sáng ngày 27 tháng 12, nó có mặt trong vịnh Campomanes thuộc đảo Negros khi quyết định ra khơi vào ban ngày. Thủy thủ của nó đã ngụy trang con tàu bằng lớp sơn màu xanh lá và những chùm lá cọ, hy vọng có thể đánh lừa máy bay ném bom tuần tra đối phương. Năm chiếc đã bay ngang trên đầu mà không phát hiện chiếc tàu khu trục trong buổi sáng hôm đó, và khi đêm đến, nó băng qua biển Celebes để hướng đến eo biển Makassar. Một máy bay ném bom Nhật Bản phát hiện ra nó sáng hôm sau, và theo dõi cho đến đầu buổi chiều, khi ba chiếc máy bay ném bom khác cùng tham gia một đợt tấn công kéo dài hai giờ. Chúng ném các quả bom 500 lb (230 kg) rồi phóng ra hai quả ngư lôi chỉ cách con tàu 500 yd (460 m). Peary lập tức chạy lùi với một động cơ và cả hai quả ngư lôi suýt trúng vào mũi tàu. Vài giây sau, hai quả ngư lôi khác sượt ngang cách đuôi tàu 10 yd (9,1 m). Các máy bay ném bom sau đó rút lui.
Vào ngày đầu năm mới 1 tháng 1 năm 1942, Peary có mặt tại Darwin, Australia. Trong suốt tháng 1 và đầu tháng 2, nó hoạt động ngoài khơi Darwin chủ yếu làm nhiệm vụ tuần tra chống tàu ngầm. Vào ngày 15- 16 tháng 2, nó tham gia một nhiệm vụ vận chuyển lực lượng tăng viện và hàng tiếp liệu cho lực lượng Đồng Minh tại Timor thuộc Hà Lan, nhưng chiến dịch phải hủy bỏ do bị không kích ác liệt. Đến ngày 19 tháng 2, Darwin chịu đựng một cuộc ném bom ác liệt. Peary bị máy bay ném bom bổ nhào tấn công, và bị trúng năm quả bom. Quả thứ nhất đánh trúng đuôi tàu; quả bom cháy thứ hai đánh trúng sàn trước; quả thứ ba không kích nổ; quả thứ tư đánh trúng sàn trước và làm nổ hầm đạn phía trước; và quả bom cháy thứ năm phát nổ ở phòng động cơ phía sau. Một khẩu súng máy.30-caliber ở sàn sau cùng một khẩu.50-caliber vẫn tiếp tục bắn trả cho đến khi chiếc máy bay đối phương cuối cùng bay khỏi. Chiếc tàu khu trục chịu tổn thất 88 người thiệt mạng và 13 người bị thương, nó đắm với đuôi chìm trước. Tên nó được cho rút khỏi danh sách Đăng bạ Hải quân vào ngày 8 tháng 5 năm 1942.

## Phần thưởng
Peary được tặng thưởng một Ngôi sao Chiến trận do thành tích phục vụ trong Chiến tranh Thế giới thứ hai.

## Di sản

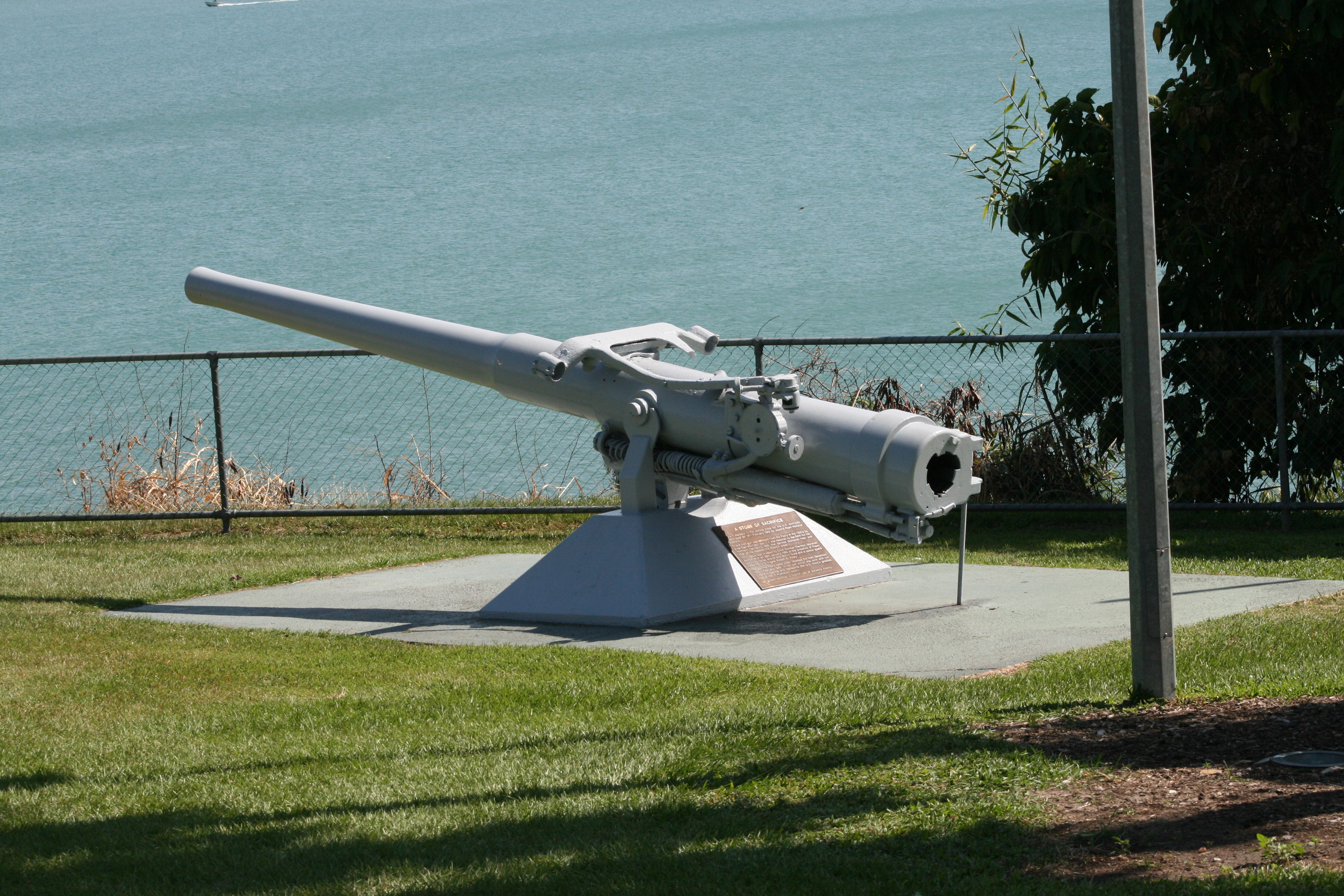
Đài tưởng niệm USS Peary tại Darwin, Australia

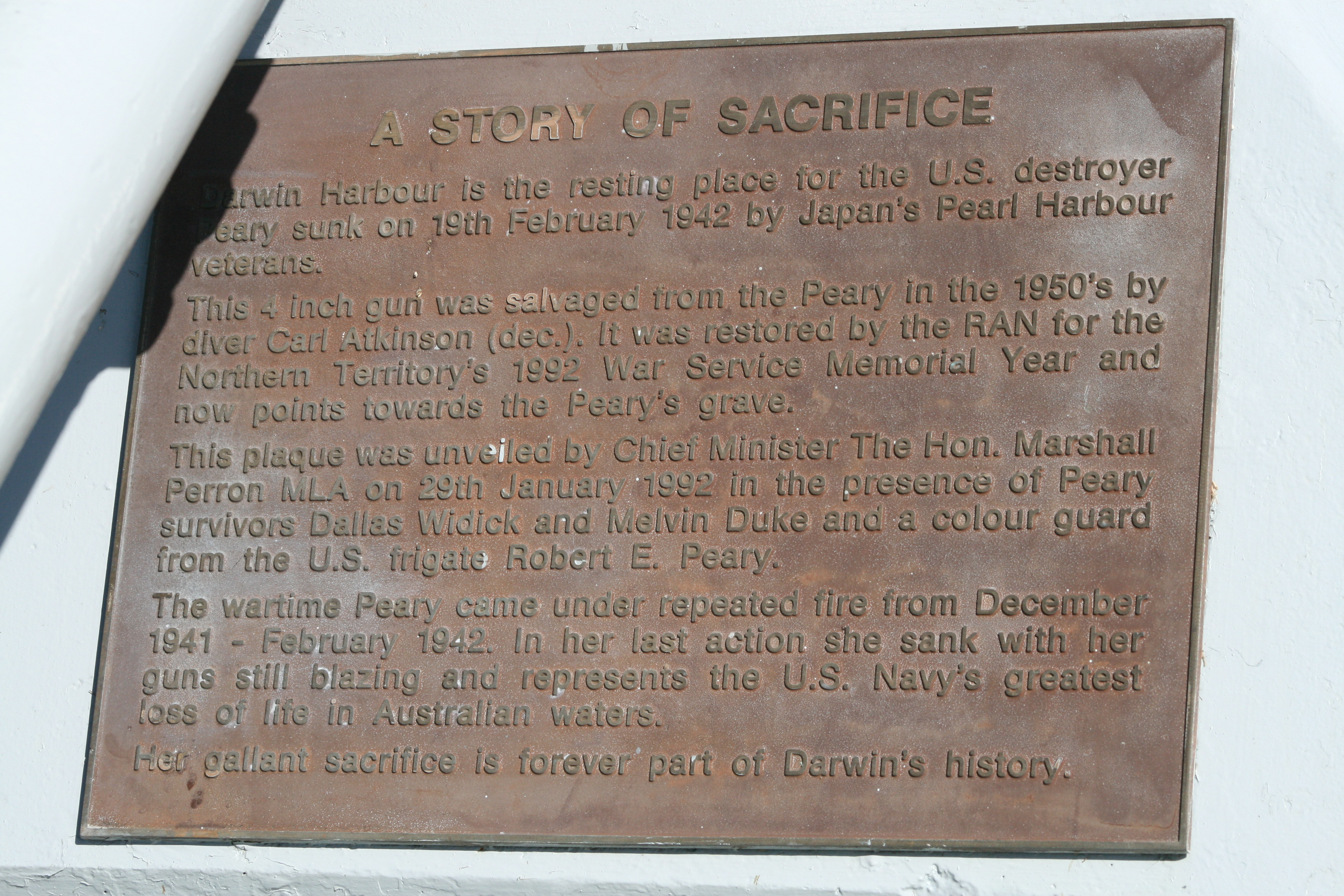
Tấm biển tại Đài tưởng niệm USS Peary

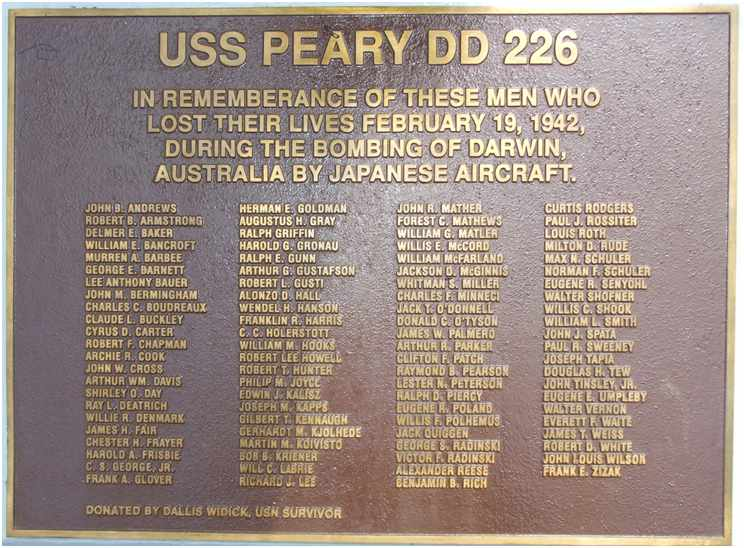
Bảng danh dự

Xác tàu đắm của Peary nằm ở độ sâu 89 foot (27 m) dưới mặt nước ngoài khơi cảng Darwin, ở tọa độ 12°28′30″N 130°49′45″Đ / 12,475°N 130,82917°Đ.  Bản thân xác tàu đắm là một đài tưởng niệm những người đã ngã xuống trong cuộc ném bom đầu tiên lên đất nước Australia và những người phòng thủ Darwin.
Một đài tưởng niệm được dựng trên bờ tại Darwin nhằm vinh danh. Được đặt tại công viên Bicentennial, đài tưởng niệm bao gồm một biển danh dự và một khẩu pháo 4-inch trục vớt từ chiếc Peary. Khẩu pháo được hướng về địa điểm an nghỉ của chiếc tàu khu trục trong cảng Darwin.